# Шлега, Денис Алексеевич
Денис Алексеевич Шлега (укр. Денис Олексійович Шлега; род. 1 мая 1982, Павлоград, Днепропетровская область) — украинский военный, полковник, участник российской-украинской войны. Командир 12-й бригады оперативного назначения имени Дмитрия Вишневецкого, участник обороны «Азовстали», Герой Украины (2022).

## Биография
Родился 1 мая 1982 года в Павлограде, Днепропетровская область. В 2003 году окончил Харьковский институт Национальной гвардии Украины.
Служил в Днепропетровске (сейчас Днепр), где являлся командиром взвода, командиром отдельного батальона и начальником штаба воинской части 3021. Также являлся начальником штаба 5-й Слобожанской бригады в Харькове. В 2018—2021 годах являлся командиром воинской части 3024 в Павлограде. С 2021 года является командиром 12-й бригады оперативного назначения имени Дмитрия Вишневецкого в Мариуполе, Донецкая область.
Принимал участие в войне на Донбассе и в обороне Украины от российского вторжения. Участвовал в обороне Мариуполя в составе войск, два месяца державших оборону «Азовстали». В мае 2022 года вместе с остальным защитниками «Азовстали» сдался в плен.
В рамках обмена пленными 21 сентября 2022 года вместе с Денисом Прокопенко, Сергеем Волынским, Святославом Паламаром и Олегом Хоменко был отправлен в Турцию. В июле 2023 года был возвращён в Украину.

## Награды
- Звание Герой Украины с вручением ордена «Золотая Звезда» (1 октября 2022) — «за личное мужество и героизм, проявленные при защите государственного суверенитета и территориальной целостности Украины, самоотверженное служение украинскому народу, верность военной присяге»[3].
- Орден Богдана Хмельницкого III степени (25 марта 2022) — «за личное мужество и самоотверженные действия, проявленные при защите государственного суверенитета и территориальной целостности Украины, верность военной присяге, образцовое выполнение служебного долга»[4].